# Roźwienica
Pour la commune, voir Roźwienica (gmina).
Roźwienica est une localité polonaise, siège de la gmina de Roźwienica, située dans le powiat de Jarosław en voïvodie des Basses-Carpates.